# Eduardo Lima
Eduardo Luis José Lima Prado (Maturín, Monagas, Venezuela; 9 de octubre de 1992) es un futbolista venezolano que juega como portero en el Deportivo La Guaira de la Primera División de Venezuela.

## Biografía
Nace en Maturín estado Monagas el 9 de octubre de 1992, jugador de fútbol profesional, formado en la Escuela Antonio Mejias Altamirano; ha sido parte de todos los ciclos de selecciones nacionales (sub-15, sub-17, sub-20) actualmente milita en filas del . Deportivo La Guaira Se ha destacado en la selección Nacional Sub-20 con gran desempeño, llegando a ser una pieza fundamental para esta, estuvo en varios partidos amistosos de la Selección mayor bajo el mando de César Farías, se ha pensado muchas veces en ser titular de la Selección Nacional.

## Clubes
| Club                 | País      | Año        | PJ  | Goles |
| -------------------- | --------- | ---------- | --- | ----- |
| Monagas Sport Club   | Venezuela | 2012-2013  | 104 | 00    |
| Deportivo Anzoátegui | Venezuela | 2013 -2014 | -   | -     |
| Deportivo Petare     | Venezuela | 2014-2015  | -   | -     |
| Mineros de Guayana   | Venezuela | 2015-2016  | -   | -     |
| Portuguesa FC        | Venezuela | 2017-2018  | 27- | -     |
| Atlético Venezuela   | Venezuela | 2018-      | -   | -     |